# ETS Praha
ETS Praha spol. s.r.o. (Electric Train Systems) aus Prag ist ein Modelleisenbahnhersteller im Maßstab 1:45 für die Spur 0.
Gegründet 1991 von Ingenieur Gustav Tauš, knüpft die Firma mit der Erzeugung einer Modelleisenbahn und Zubehör an die Traditionen des Blechspielzeugs an. Die Modelle werden durch Stanzen aus bedrucktem Blech hergestellt, was ihnen  Stabilität verleiht und ein modellgetreues Aussehen gewährleistet.